# Philip Hanson
Philip Hanson, född den 5 juli 1999 i Sunningdale är en brittisk racerförare.